# Hasso von Henninges

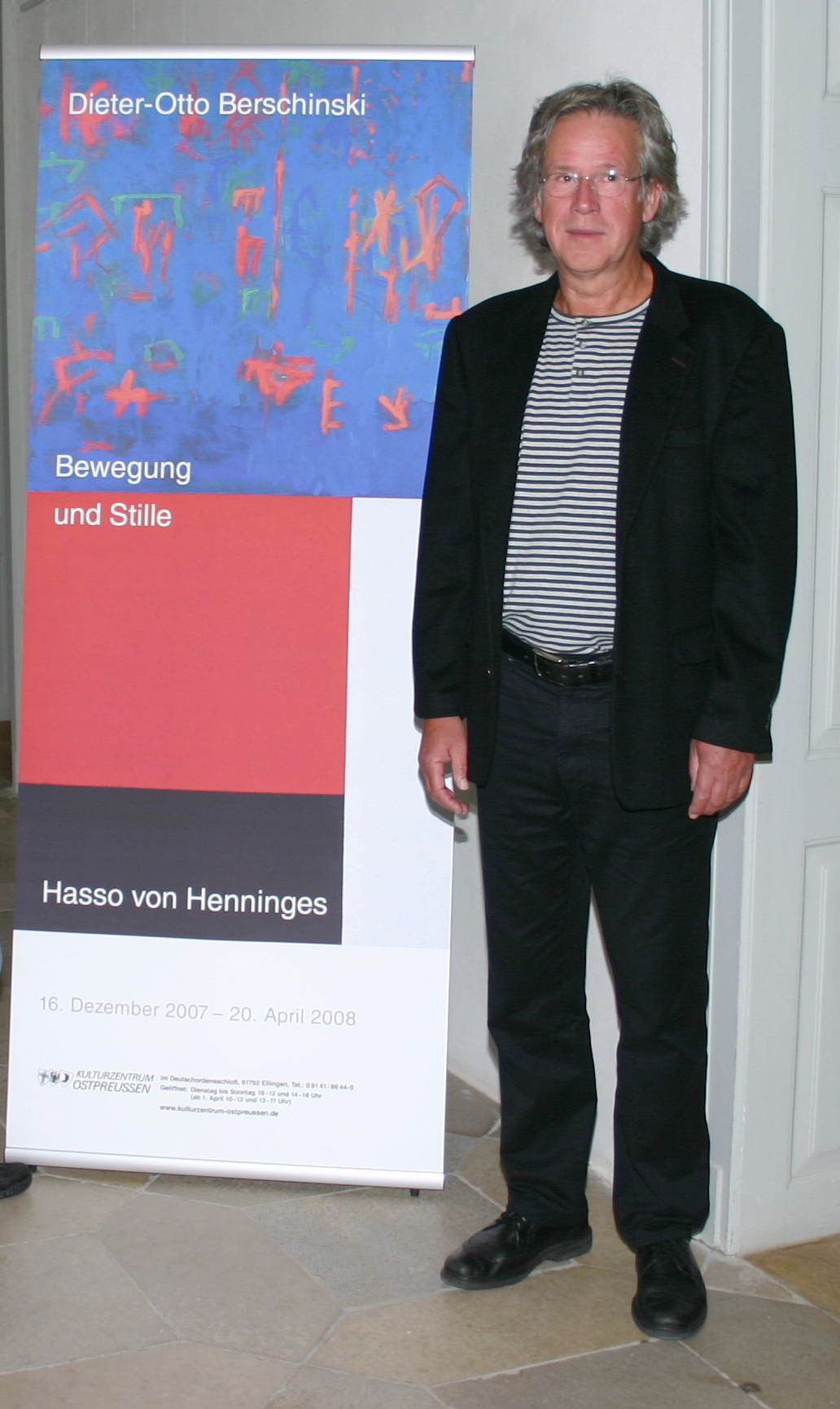
Hasso von Henninges am 16. Dezember 2007 im Kulturzentrum Ostpreußen in Ellingen

Hasso von Henninges (* 1943 in Berlin) ist ein deutscher Maler und Sozialwissenschaftler.

## Leben
Von Henninges schloss 1972 sein Studium an der Universität zu Köln als Diplom-Volkswirt ab. 1979 promovierte er (nach eigenen Angaben an der „Universität Berlin“) zum Doktor der Philosophie. 2000 wurde er Mitglied der neuen deutschen Künstlergenossenschaft. Seit 1992 nimmt er an Gruppenausstellungen teil und seit 2000 an Einzelausstellungen.
Seit Mai 1998 ist mit er der Politikerin Renate Schmidt verheiratet. Er fertigte erst Werke im Stil der Konkreten Kunst und wandte sich dem Material Zeitungspapier zu. Aus Papier, Kleister und Farbe fertigt er Bilder bzw. Plastiken und Knüllobjekte.

## Ausstellungen (Auswahl)
- Schwarzweiß + Rot. Stadtmuseum Fembohaus, Nürnberg (3. Februar bis 19. März 2006)[3]
- Ockerrotbraunblau. Kunstmuseum Bayreuth (13. Februar bis 19. März 2006)[3]
- Bewegung und Stille. Kulturzentrum Ostpreußen, Ellingen (8. Dezember 2007 bis 20. April 2008)[4]
- 5 Farben. Museum der Wahrnehmung, Graz (13. April bis 31. August 2012)[5]
- 3 Wände | PressArt. Kunstvilla, Nürnberg (1. Juli bis 3. September 2023)[6]

## Schriften (Auswahl)
- mit Manfred Tessaring: Bundesminister für Bildung und Wissenschaft (Hrsg.): Entwicklungstendenzen des Facharbeitereinsatzes in der Bundesrepublik Deutschland. Gersbach, München 1977, ISBN 3-87253-044-5.
- mit Manfred Otto: Entwicklungstendenzen des Ausbildungsumfanges von Klein-, Mittel- und Grossbetrieben in der Bundesrepublik Deutschland (= Materialien und statistische Analysen zur beruflichen Bildung. Band 4). Bundesinstitut für Berufsbildung, Berlin 1978, DNB 810368943.
- Quantitative und qualitative Veränderungen der Arbeitsplätze von Angestellten (= Beiträge zur Arbeitsmarkt- und Berufsforschung. Band 32). Institut für Arbeitsmarkt- und Berufsforschung der Bundesanstalt für Arbeit, Nürnberg 1979, DNB 800634578.
- Im Ockermar: ein Reisebuch (= Schriftenreihe des Kunstmuseum Bayreuth. Band 25). 2009, ISBN 978-3-935880-21-3.
- Hasso von Henninges, Marina von Assel (Hrsg.): Hasso von Henninges: das eine und das andere – beides (= Schriftenreihe des Kunstmuseum Bayreuth. Band 18). (anlässlich der Ausstellungen Schwarzweiß + Rot und Ockerrotbraunblau).